# Мюллер, Хайнер
Хайнер Мюллер (нем. Heiner Müller; 9 января 1929[…], Эппендорф, Саксония — 30 декабря 1995[…], Берлин) — немецкий драматург, театральный режиссёр, поэт, эссеист, последний президент Академии искусств ГДР (1990—1993).

## Биография
Отец Мюллера Курт после прихода к власти нацистов пострадал как социал-демократ, зато после войны стал мэром Франкенберга и функционером Социалистической единой партии Германии (СЕПГ), пока не покинул ГДР в 1951 году. Сам Хайнер — член СЕПГ c 1947 года (за год до того некоторое время состоял в СДПГ, но исключён за неуплату взносов), член Союза писателей ГДР с 1954 года, лауреат премии Т. Манна (1959), виднейший драматург ГДР на тот момент. Однако цензурное запрещение его пьесы «Переселенка» после первого же представления в 1961 году ухудшило отношения писателя с руководством СЕПГ, в том же году его исключили из Союза писателей.
В 1966—1967 годах Мюллер работал с Бенно Бессоном в Немецком театре над пьесами «Строительство», постановка которой была запрещена, и «Эдип-царь». С 1970 года в качестве руководителя литературной части работал в театре «Берлинер ансамбль». В 1970-х он начал сотрудничать с театрами Западной Германии, его драмы были поставлены в Мюнхене, Эссене, Бохуме. Растущая мировая известность писателя вынудила руководство ГДР несколько смягчиться: в 1975 году в берлинском театре «Фольксбюне», который возглавлял в то время Бенно Бессон, Манфред Карге поставил его пьесы «Битва» (нем. Die Schlacht) и «Трактор» (нем. Traktor). В том же году Мюллер получил премию Лессинга.
С 1976 года Мюллер в качестве завлита работал в «Фольксбюне». В 1984 году он стал членом Академии искусств ГДР (с 1986 был также членом Академии искусств Западного Берлина); в 1985 году был удостоен премии Бюхнера, в 1988 — восстановлен в Союзе писателей. В 1990 году Мюллер был избран президентом Академии искусств ГДР. Лауреат премии Генриха Клейста (1990).
В 1992 году, после отставки Манфреда Векверта, Мюллер был приглашён в театр «Берлинер ансамбль» в качестве одного из членов коллективного руководства (наряду с режиссёрами Маттиасом Лангхофом, Фрицем Марквардтом, Петером Паличем и Петером Цадеком), в 1995 году стал его единоличным художественным руководителем. Здесь он поставил свой самый значительный и последний спектакль по пьесе Б. Брехта «Карьера Артуро Уи».

## Драмы
- Die Morgendämmerung löst das Ungeheuer auf (1948)
- Das Laken (1951)
- Die Schlacht (1 вариант, 1951)
- Die Reise (1951/1952)
- Szenen aus einem Stück über Werner Seelenbinder (1952)
- Gespräch der Bediensteten im Palast des Agamemnon während dieser ermordet wird ind Küche (1952/1953)
- Traktor (1 вариант, 1955)
- Zehn Tage, die die Welt erschütterten (1956)
- Der Lohndrücker (1956/1957)
- Die Korrektur I (1957)
- Die Korrektur II (1958)
- Klettwitzer Bericht 1958 — Eine Hörfoge (1957/1958)
- Glücksgott (1958)
- Die Umsiedlerin oder Das Leben auf dem Lande (1961)
- Philoktet (1958/1964)
- Der Bau (1963/1964)
- Sophokles/Ödipus, Tyrann (1966/1967)
- Der Horatier (1968)
- Mauser (1970)
- Macbeth (1971)
- Germania Tod in Berlin (1956/1971)
- Zement (1972)
- Die Schlacht (1951/1974)
- Traktor (1955/1961/1974)
- Leben Gundlings Friedrich von Preußen Lessings Schlaf Traum Schrei. Ein Greuelmärchen (1976)
- Die Hamletmaschine (1977)
- Bertolt Brecht/Der Untergang des Egoisten Johann Fatzer (1978)
- Der Auftrag (1979)
- Quartett (1980/1981)
- Verkommenes Ufer Medeamaterial Landschaft mit Argonauten (1982)
- Wolokolamsker Chaussee I: Russische Eröffnung (1984)
- Anatomie Titus Fall of Rome Ein Shakespearekommentar (1984)
- Wolokolamsker Chaussee II: Wald bei Moskau (1985/1986)
- Wolokolamsker Chaussee III: Das Duell (1985/1986)
- Wolokolamsker Chaussee IV: Kentauren
- Wolokolamsker Chausse V: Der Findling
- Germania 3 Gespenster am toten Mann (1995)

## Творческая манера
Многие драмы Мюллера — свободная, остро осовремененная трактовка пьес древнегреческих трагиков, Шекспира, Брехта, произведений Шодерло де Лакло, Дж. Рида, ранней советской литературы и др.

## Наследие
Собрание сочинений Мюллера в 9-ти томах (1998—2005) издано авторитетным немецким издательством Зуркамп. Архив писателя находится в университете Гумбольдта в Берлине. Его пьесы переведены на многие языки, они идут в крупнейших театрах мира. В России драму Мюллера «Медея-материал» в 2001 году поставил Анатолий Васильев в «Школе драматического искусства». В 2016 году по произведениям и дневникам Хайнера Мюллера режиссёром Кириллом Серебренниковым в театре «Гоголь-центр» был поставлен спектакль «Машина Мюллер». В 2018 году в Санкт-Петербургском театре имени Ленсовета режиссёром Евгенией Сафроновой по текстам Еврипида, Сенеки и Хайнера Мюллера был поставлен спектакль «Медея». Режиссёром Виталием Гольцовым в Черниговском кукольном театре имени А. П. Довженко впервые на Украине был поставлен спектакль «Гамлет-машина». В 2019 году в Электротеатре Станиславский состоялась премьера спектакля MEDEAMATERIAL по триптиху Хайнера Мюллера «Загаженный берег. Медеяматериал. Пейзаж с аргонавтами» (пер. Александра Филиппова-Чехова), режиссёр — Жирайр Газарян. Трилогия была поставлены впервые целиком на русском языке.

## Публикации на русском языке
- Гамлет-машина // Мюнхенская свобода и другие пьесы. М.: Новое литературное обозрение, 2004. С. 161—170.
- Злотин Г. С. Et in Arcadia ego: Инспекция (Из Хайнера Мюллера)
- Стихи из разных книг / пер. Алексея Прокопьева// Иностранная литература. 2009. № 10.
- Проза. Драмы. Эссе. Диалоги / сост. В. Колязин. М.: РОССПЭН, 2012.
- Цемент. Стихотворения. М.: libra, 2017.